# Bauernhaus (Gablers)

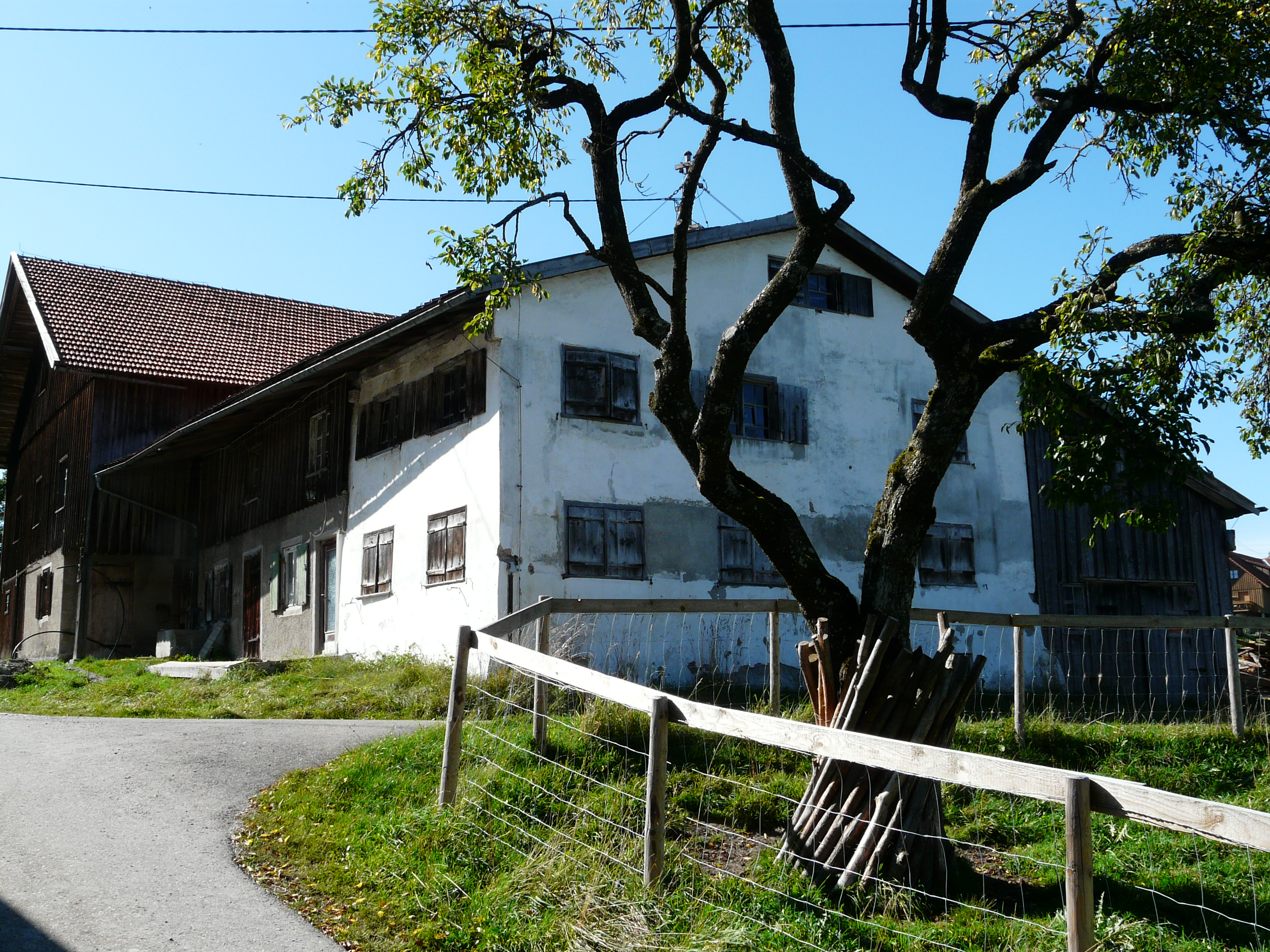
Bauernhaus in Gablers im Jahr 2011 (vor der Renovierung)

Das Bauernhaus in Gablers, einem Gemeindeteil von Buchenberg im bayerisch-schwäbischen Landkreis Oberallgäu in Bayern, stammt im Kern aus der Zeit um 1553. Das Bauernhaus wurde 2011 in die bayerische Denkmalliste eingetragen.

## Beschreibung
Der Bau entspricht dem im südlichen Allgäu typischen Schema von Bauernhöfen mit nach Osten liegendem zweigeschossigen Wohn- und anschließendem Wirtschaftsteil. Der Grundriss des Wohnteils entspricht dem sogenannten Allgäuer Dreiraumwürfel, das heißt der nahezu quadratische Wohnteil besteht aus drei Räumen: Aus einem quer zum First liegenden breiten Hausgang mit Kochstelle, aus der über zwei Seiten belichteten Stube und aus der ehelichen Schlafkammer.
Das Obergeschoss entspricht der Grundrissstruktur des Erdgeschosses. Das Obergeschoss wurde jedoch im 19. Jahrhundert leicht verändert. Der Wohnteil des Anwesens besitzt viele alte Teile: Zahlreiche Ruckerfenster, Wand- und Deckentäfelungen sowie wie Türen vor allem aus dem 19. Jahrhundert. Die Bohlen-Balkendecke der unteren Stube wird um 1553 datiert.
Der verputzte Ständerblockbau besitzt ein flach geneigtes Pfettendach. Der Wirtschaftsteil, der im Laufe der Zeit mehrmals verändert wurde, gliederte sich in den Stall sowie einen Stadel.
Das Gebäude wurde von 2012 bis 2017 denkmalgerecht instand gesetzt.